# Грузинов, Сергей Сергеевич
Серге́й Серге́евич Грузи́нов (13 июля 1920 — 20 октября 1983) — советский партийный деятель, дипломат. Чрезвычайный и полномочный посол.

## Биография
Член КПСС. На дипломатической работе с 1956 года.
- В 1956—1957 годах — сотрудник центрального аппарата МИД СССР.
- В 1957—1961 годах — сотрудник посольства СССР на Цейлоне.
- В 1961—1963 годах — сотрудник центрального аппарата МИД СССР.
- В 1963—1970 годах — на ответственной партийной работе.
- С 8 мая 1970 по 10 апреля 1975 года — чрезвычайный и полномочный посол СССР в Алжире[1].
- В 1975—1976 годах — на ответственной работе в центральном аппарате МИД СССР.
- С 1 января 1977 по 11 августа 1980 года — чрезвычайный и полномочный посол СССР в Бирме[2].
- В 1980—1982 годах — начальник Управления по обслуживанию дипломатического корпуса МИД СССР.

Похоронен на Ваганьковском кладбище (42 уч.).

## Дипломатический ранг
- Чрезвычайный и полномочный посол